# Єрупаха
Єрупаха́ (ісп. Yerupaja або Nevado Yerupaja) — гора на північному сході Перу в хребті Кордильєра-Уайуаш, частині Перуанських Анд. Має висоту 6 635 м (за іншими джерелами 6 617 м) та є другою за висотою вершиною Перу та найвищою в хребті Кордильєра-Уайуаш.
Вперше вершина була підкорена в 1950 році Джімом Максвелом і Дейвом Нарра, а її північна вершина (Єрупаха-Норте) в 1968 році Роджером Вейтсом і Ґраемом Дінґле. Загалом було здійснено лише кілька успішних сходжень на гору через її виключну скланість для підйому. Найпопулярніший маршрут проходить з південного заходу, від містечка Уарас через Чікіан і Хауакочу.
Місцева назва гори «Ель-Карнісеро» (El Carnicero — «м'ясник»), що виникла через гостру як ніж вершину. Багато відвідувачів вважають гору однією з найбільш видовищних в Південній Америці.
| Перу | Це незавершена стаття з географії Перу. Ви можете допомогти проєкту, виправивши або дописавши її. |